# Russell Allen
Russell Allen (ur. 19 lipca 1971 w Long Beach) – amerykański wokalista, muzyk i autor tekstów, członek zespołów Symphony X i Adrenaline Mob, a ponadto uczestnik różnych innych projektów muzycznych. 

## Życiorys
Russell Allen dołączył do zespołu Symphony X w 1995 roku i nagrał z tym zespołem osiem albumów studyjnych. Jego pierwszy album solowy zatytułowany Atomic Soul ukazał się 26 kwietnia 2005 roku. Podczas wykonywania utworów z tego albumu na koncertach, poza śpiewaniem, grał też na gitarze basowej. W 2011 roku wraz z gitarzystą Mikiem Orlando i perkusistą Mikiem Portnoyem założył zespół Adrenaline Mob.
Allen znany jest także pod pseudonimem „Sir Russell Allen”. Poza Symphony X i Adrenaline Mob angażuje się również w inne projekty, jak na przykład zespół Star One (śpiewa w nim od 2002 roku) czy orkiestra rockowa Trans-Siberian Orchestra, której członkiem był w latach 2013–2018. W lecie 2005 roku wraz z Symphony X uczestniczył w trasie Gigantour razem z takimi zespołami jak Dream Theater, Megadeth i Nevermore.
W 2005 roku Russell Allen wraz ze znanym z występów w takich grupach jak Ark i Masterplan wokalistą Jørnem Lande, multiinstrumentalistą, producentem i autorem tekstów Magnusem Karlssonem oraz perkusistą Jaime’em Salazarem stworzył międzynarodowy projekt o nazwie Allen/Lande. Projekt w tym składzie wydał trzy albumy: The Battle (2005), The Revenge (2007) i The Showdown (2010). W 2013 roku miejsce Karlssona zajął Timo Tolkki, zaś Salazara zastąpił Jami Huovinen i w tym zestawieniu Allen/Lande wydał czwarty album, zatytułowany The Great Divide (2014). Po wydaniu tej płyty Jørn Lande postanowił zakończyć współpracę z projektem.
W 2014 roku Russel Allen i niemiecki producent oraz basista Mat Sinner stworzyli projekt Level 10, który w styczniu następnego roku wydał album Chapter One. W 2015 roku Allen stworzył także wraz z gitarzystą zespołu Whitesnake i byłym członkiem zespołu Night Ranger Joelem Hoekstrą side-project o nazwie Joel Hoekstra’s 13, z którym 16 października wydał płytę Dying to Live.
Po dłuższej przerwie do projektu Allena z 2005 roku wrócił Magnus Karlsson, a w 2019 roku nową wokalną partnerką Allena została Anette Olzon, była wokalistka zespołu Nightwish i obecna wokalistka zespołu The Dark Element. Z Olzon w składzie projekt pod nowym szyldem Allen/Olzon wydał album Worlds Apart, którego premiera miała miejsce 6 marca 2020 roku.

## Inspiracje muzyczne
W jednym z wywiadów Russell Allen stwierdził: „Jeśli chodzi o śpiew, Ronnie James Dio jest zdecydowanie na szczycie mojej listy inspiracji”. Jako pozostałe inspiracje wskazał Bruce’a Dickinsona z zespołu Iron Maiden i Paula Rodgersa z zespołu Bad Company, a ponadto podkreślił, że uwielbia Davida Lee Rotha i że miał on na niego wpływ w kwestii bycia artystą scenicznym.

## Dyskografia
Albumy solowe
- Atomic Soul (2005)

Albumy z Symphony X
- The Damnation Game (1995)
- The Divine Wings of Tragedy (1997)
- Twilight in Olympus (1998)
- V: The New Mythology Suite (2000)
- The Odyssey (2002)
- Paradise Lost (2007)
- Iconoclast (2011)
- Underworld (2015)

Albumy z Star One
- Space Metal (2002)
- Live on Earth (2003)
- Victims of the Modern Age (2010)
- Revel in Time (2022)

Albumy z Allen/Lande
- The Battle (2005)
- The Revenge (2007)
- The Showdown (2010)
- The Great Divide (2014)

Albumy z Adrenaline Mob
- Adrenaline Mob (EP, 2011)
- Omertà (2012)
- Covertà (EP, 2013)
- Men of Honor (2014)
- Dearly Departed (EP, 2015)
- We the People (2017)

Albumy z Level 10
- Chapter One (2015)

Albumy z Joel Hoekstra’s 13
- Dying to Live (2015)
- Running Games (2021)

Albumy z Allen/Olzon
- Worlds Apart (2020)